# Theresianenklooster (Lier)

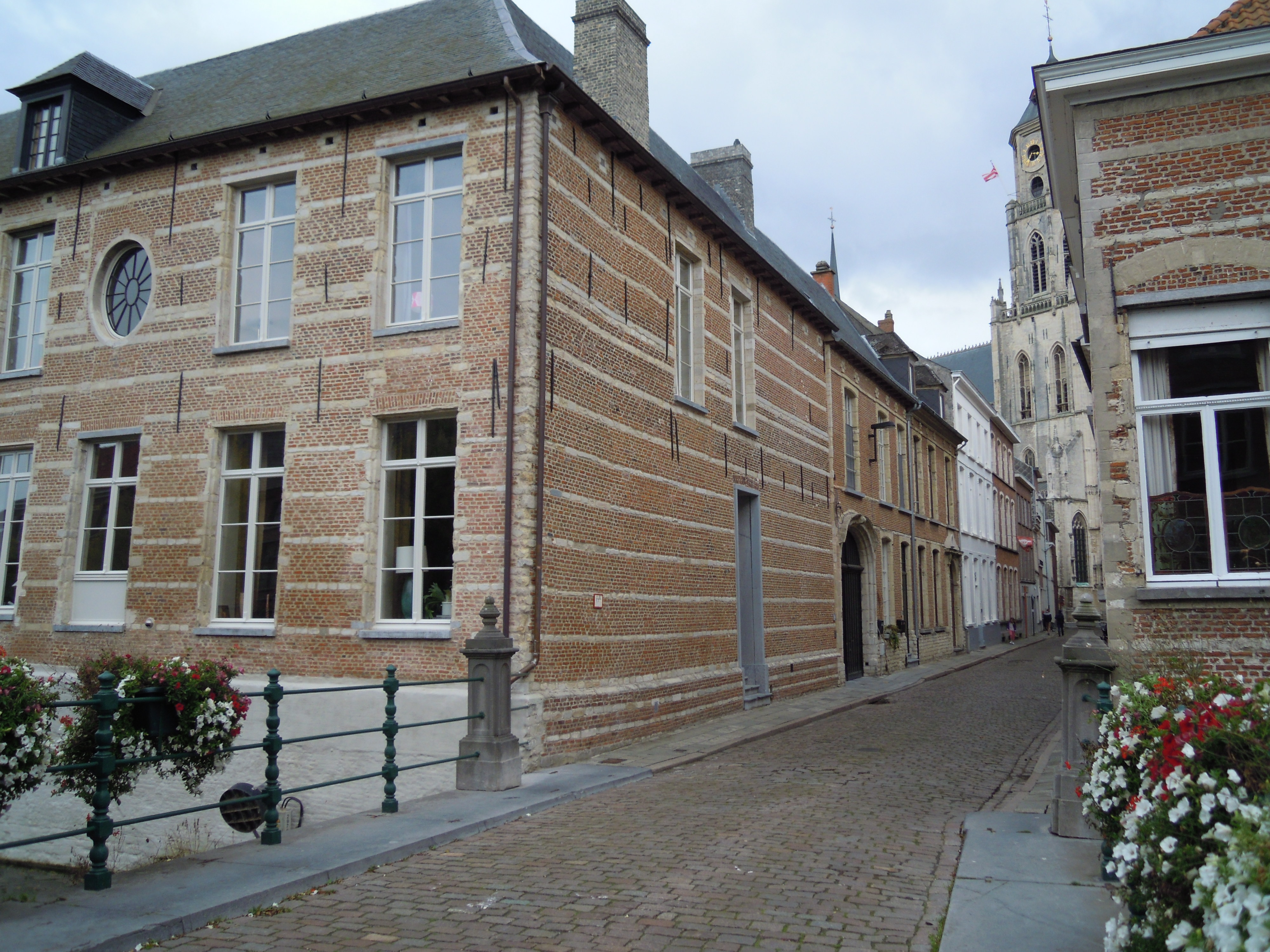
Theresianenklooster met voormalig refugiehuis

Het Theresianenklooster is een voormalig klooster in de Belgische stad Lier (provincie Antwerpen), gelegen aan de Kerkstraat 1-11.

## Geschiedenis
De zusters Engelse theresianen, welke vanaf 1651 in het Hof van Lier verbleven, verwierven in 1680 een perceel er tegenover. Hier werd een klooster gebouwd dat de zusters begin 18e eeuw betrokken. Voordien werd het 17e-eeuwse hoekhuis op huisnummer 1 al benut door de zusters. Dit was het refugiehuis van de Abdij van Postel. Op de plaats van de huisnummers 13-15 bevond zich de in 1710 gebouwde kloosterkerk, die uitgevoerd werd in barokstijl. Het eigenlijke klooster bestond uit twee vleugels met daartussen een binnenplaats en tuin.
Het klooster werd in 1794 opgeheven en deed nog dienst als hospitaal en stadsbakkerij. In 1798 werd het openbaar verkocht. De kerk en een deel van het klooster werden toen gesloopt. In het oude refugiehuis kwam een zijdefabriek, Duysters genaamd. Deze bleef tot 1880 bestaan, daarna werden op het terrein ook klaslokalen gebouwd.